# Йопаат-Балам I
Йопаат-Балам I («Бог Дождя-ягуар») — первый известный правитель Пачанского царства со столицей в Яшчилане. Также он является основателем династии правителей Пачана.

## Биография
По поводу даты воцарения Йопаата-Балама I среди специалистов нет единого мнения. По мнению Вернера Нама дата его воцарения состоялась 8.13.9.14.1, 7 Imix 14 Sotz’ (6 августа 307 года). Однако, Симон Мартин и Николай Грубе реконструируют её 8.16.2.9.1, 7 Imix 14 Sotz’ (24 июля 359 годом).
В 310 году происходит первая война за историю Пачана.
Также, Йопаат-Баламу I приписывают захват трёх пленников, в том числе некоего Вак-Чан-Ака. Николай Грубе и Симон Мартин предположили, что Вак-Чан-Ак происходил из Йокиба, так как часть его имени «Ак» характерна для имён правителей этого царства.
Преемником Йопаат-Балама I стал Ицамнах-Балам I.

### Комментарии
1. ↑  Дата рождения правителя записана на иероглифической лестнице 1 из Яшчилана.